# Фур (Жиронда)
Фур (фр. Fours) насеље је и општина у југозападној Француској у региону Аквитанија, у департману Жиронда која припада префектури Бле.
По подацима из 2011. године у општини је живело 303 становника, а густина насељености је износила 65,3 становника/km². Општина се простире на површини од 4,64 km². Налази се на средњој надморској висини од 20 метара (максималној 33 m, а минималној 0 m).

## Демографија
| 1962. | 1968. | 1975. | 1982. | 1990. | 1999. | 2011. |
| ----- | ----- | ----- | ----- | ----- | ----- | ----- |
| 175   | 208   | 195   | 252   | 250   | 279   | 303   |

График промене броја становника у току последњих година